# Driver Speedboat Paradise
Driver Speedboat Paradise – komputerowa gra akcji, szósta część serii Driver. Opracowana przez Ubisoft Reflections i wydana przez Ubisoft w 2015 roku. Gra jest dostępna na urządzenia mobilne z systemem iOS i Android . W grze Driver Speedboat Paradise gracz wciela się w rolę Johna Tannera, bohatera gry Driver: San Francisco, i używa szybkich łodzi, aby przemierzać rzeki i jeziora w różnych miastach na całym świecie. Gracz może brać udział w wyścigach, unikać przeszkód i walczyć z innymi graczami, używając specjalnych umiejętności i power-upów. Gra oferuje również tryb gry wieloosobowej, w którym gracze mogą rywalizować ze sobą online. Driver Speedboat Paradise została pozytywnie oceniona za swoją zabawną rozgrywkę i dużą liczbę poziomów i wyzwań do ukończenia.